# جندب بن عبد الله البجلي
جندب بن عبد الله البجلي صحابي من بجيلة، روى عدة أحاديث عن النبي محمد.

## سيرته
جُنْدَبُ بنُ عبد الله بن سُفيان البَجَلي العَلقي، ويقال له: جندب الخيْر، وجندب الفاروق، وجندب بن أم جندب.
يُكْنَى أَبا عبد الله، صحابي سكن الكوفة ثم انتقل إلى البصرة؛ قدمها مع مصعب بن الزبير. وله عدة أحاديث، وكان يقول: «كنا غلمانا حزاورة مع رسول الله ﷺ فتعلمنا الإيمان قبل أن نتعلم القرآن، ثم تعلمنا القرآن، فازددنا به إيمانًا.»، عاش إلى حدود سنة 70 هـ.

## روايته للحديث النبوي
- روى عنه من أهل البصرة: الحسن البصري، ومحمد بن سيرين وأنس بن سيرين، وأبو السوار العدوي، وبكر بن عبد الله المزني، ويونس بن جبير الباهلي، وصفوان بن محرز، وأبو عمران الجوني،[2] ومورق العجلي،[3] وميمون بن سياه،[4] ولاحق بن حميد.[5]
- وروى عنه من أهل الكوفة: عبد الملك بن عمير، والأسود بن قيس، وسلمة بن كهيل.[2]
- وروى عنه من أهل الشام: شهر بن حوشب.[6]
- أحاديثه في الكتب الستة.[1]